# デンボウスカ (小惑星)
デンボウスカまたはデンボースカ（英語: 349 Dembowska）は小惑星帯に位置するR型の小惑星である。1892年12月9日、フランスの天文学者オーギュスト・シャルロワがニース天文台で発見した。イタリアの天文学者エルコレ・デンボウスキーに因んで命名された。スペクトルにはっきりしたカンラン石と輝石の吸収線がみられるため、R型小惑星に分類されている。